# Vera Cruz kommun, Bahia
Vera Cruz är en kommun i Brasilien.   Den ligger i delstaten Bahia, i den östra delen av landet, 1 000 km öster om huvudstaden Brasília. Antalet invånare är 37 587. Vera Cruz ligger på ön Ilha de Itaparica.
I omgivningarna runt Vera Cruz växer i huvudsak städsegrön lövskog.